# Ein Planet wird geplündert
Ein Planet wird geplündert – Die Schreckensbilanz unserer Politik ist ein im September 1975 erschienenes Sachbuch des damaligen CDU-Bundestagsabgeordneten Herbert Gruhl. Nachdem der Club of Rome die „Grenzen des Wachstums“ auf unserer Erde aufzeigte, fragte Gruhl in diesem Buch nach den übriggebliebenen Möglichkeiten unseres Wirtschaftens.

## Kernaussagen
Herbert Gruhl suchte in seinem 1975 erschienenen Buch nach den Ursachen der Plünderung der ökologischen Lebensgrundlagen der Menschheit, die er in der Wachstumsideologie (sowohl des Kapitalismus als auch des Kommunismus) sah, und empfahl Verzicht und Maßhalten anstelle einer Konsumorientierung. Eine große Bedeutung für die Plünderung des Planeten maß Gruhl zudem dem weltweiten Bevölkerungswachstum bei. Für umweltpolitische Maßnahmen wie etwa eine ökologische Steuerreform wurden hier Anstöße gegeben. Den technischen Umweltschutz und andere umweltpolitische Maßnahmen zu forcieren werde für sich allein genommen aber unzureichend bleiben. Es bedürfe einer „planetarischen Wende“, das heißt, der Mensch müsse „von den Grenzen der Erde ausgehend denken und handeln“.
Gruhls eigene Einschätzung, ob „Politiker oder große Teile der Völker die Lage begreifen“, das heißt den Wachstumskurs von Wirtschaft und Bevölkerung verlassen, fällt zurückhaltend aus: „Vielleicht erreicht der Ruf die fahrenden Züge noch – obwohl unsere Einschätzung eher der des französischen Dichters Eugène Ionesco nahekommt“, der meinte, es gebe „keinen Ausweg“.

## Wirkungsgeschichte
Herbert Gruhl stellte sein Buch am 25. September 1975 der Presse vor und erklärte dabei, die weite Zeithorizonte umfassende Produktionsweise der Natur von der „kurzfristigen Produktion des Menschen“ zu unterscheiden, welche mit ihren „gigantischen Erfolgen“ ihre eigenen „Niederlagen“ schaffe und damit eine „Schreckensbilanz unserer Politik“ notwendig mache. Die vorherrschende Politik bediene sich eines Wachstumsbegriffes, welcher zur Beschreibung der anorganischen Produktionsweise völlig unzureichend sei. Gruhl gab sich sicher, mit seiner Schrift „wie ein scharfes Messer den empfindlichen Nerv der heutigen Zeit“ zu treffen.
In der Unionsspitze stieß Gruhl mit seiner „Schreckensbilanz“ zwar auf taube Ohren, doch entwickelte sich das Buch rasch zum Bestseller und fand über Parteigrenzen hinaus meist positive Resonanz. Es erreichte eine Gesamtauflage von über 400.000 Exemplaren und legte einen „Grundstein“ für die Taschenbuchreihe fischer alternativ. Die von Gruhl behandelte Umweltthematik führte ihn im November 1975 an die Spitze des BUND, bedeutete 1978 den Bruch mit der CDU und die Mitinitiierung von Umweltparteien.
Noch heute äußern viele Politiker aus dem ökologisch orientierten Spektrum, dass dieses Buch Auslöser ihres Engagements für Umweltschutz war. So ist etwa Reinhard Loske der Ansicht, es müsse als „eines der wichtigsten Gründungsdokumente der grünen Partei“ begriffen werden, während Bärbel Höhn von einem „echten Öko-Bestseller“ spricht und die darin geforderte „planetarische Wende“ für unerlässlich hält. Bundeskanzlerin Angela Merkel bedankte sich am 15. November 2010 bei Ole von Beust für dessen Arbeit als Präsidiumsmitglied und Umweltbeauftragter der CDU mit einer Ausgabe von Gruhls Bestseller. Und der Vorsitzende der größten deutschen Umweltinitiative der Wirtschaft B.A.U.M. e. V., Maximilian Gege, nannte die Lektüre von Gruhls Werk als „Schlüsselerlebnis“ und hält es für „aktueller denn je“.
Kritiker des Buches warfen Gruhl vor, eine „Öko-Diktatur“ zu fordern, was dieser bestritt: „Ich [Gruhl] habe die Möglichkeit einer totalen Weltregierung schon in 'Ein Planet wird geplündert' geprüft, mit dem Ergebnis, dass sie weder realisierbar ist noch wünschenswert. Den Vorwurf, ich hätte dort eine [Öko-]Weltdiktatur gefordert, haben sich einige Ignoranten aus ihren roten Fingern gesogen.“ In der neueren Literatur wird betont, dass politische Konkurrenzverhältnisse Fehlinterpretationen beförderten. Erhard Eppler meint rückblickend, Bücher könnten einen (ökologischen) Bewusstseinswandel sprach- und damit politikfähig machen, was „wohl am besten Herbert Gruhl gelungen“ sei.

## Entstehungsgeschichte des Werkes
Herbert Gruhl hatte sich als CDU-Umweltpolitiker ab 1970 intensiv mit dem damals neuen Politikfeld beschäftigt. Er erhielt 1972 das unveröffentlichte, englischsprachige Manuskript von Die Grenzen des Wachstums. Die späteren „läppischen Einwände“ an diesem Werk brachten Gruhl dazu, ein eigenes Buch zum Thema zu schreiben und in diesem Zusammenhang auch die Umweltpolitik der USA genauer zu erläutern. Wichtige Anregungen dazu erhielt er auch von Hans Christoph Binswanger. Gruhl schickte sein Manuskript an Carl Amery, der sich sehr angetan zeigte und es an den Rowohlt-Verlag zu vermitteln suchte. Diese Bemühungen wurden aber nicht von Erfolg gekrönt. Es war dann der S. Fischer Verlag, der eine Veröffentlichung des Buches Ein Planet wird geplündert – die Schreckensbilanz unserer Politik besorgte, nicht zuletzt auf Initiative des Frankfurter Journalisten und Lektors Henrich von Nußbaum. Er initiierte beim Fischer-Verlag eine Buchreihe gleicher Aufmachung, in der Gruhls Werk als zweiter Band erschienen ist – und wurde auf den Gründungskonferenzen der Partei der Grünen einer der wesentlichen „Strippenzieher“.

## Ausgaben
Herbert Gruhl:
- Ein Planet wird geplündert. Die Schreckensbilanz unserer Politik. S. Fischer, Ffm. 1975, ISBN 3-100286014. (2 Wochen lang im Jahr 1976 auf dem Platz 1 der Spiegel-Bestsellerliste)
- Ein Planet wird geplündert. Die Schreckensbilanz unserer Politik. Fischer-Taschenbuch-Verlag, Ffm. 1978, ISBN 3-596240069.[16]
- Ein Planet wird geplündert. Die Schreckensbilanz unserer Politik. Bertelsmann, Gütersloh 1977 für verschiedene Buchgemeinschaften.[17]

Eine griechische Übersetzung erschien 1982 bei NOTOS und eine japanische Übersetzung 1984 bei Tōkyō Sōgensha, in Belgrad bei Verlag Prosveta 1985 eine in Serbisch/kroatisch. Die Rechte an einer englischen Ausgabe erwarb der britische Medienkonzern des Politikers und Verlegers Robert Maxwell, eine Veröffentlichung fand jedoch nicht statt.